# Concordia Antarova
Concordia Antarova, també coneguda com a Cora Antarova (en rus: Конкордия Евгеньевна Антарова) (Varsòvia, 13 d'abril de 1886-Moscou, 6 de febrer de 1959) fou una contralt russa, que durant més de vint anys treballà al Teatre Bolxoi. Quan acabà la seua carrera com a cantant, escrigué texts teosòfics. Fou reconeguda com a Artista d'Honor de la República Socialista Federativa Soviètica de Rússia (RSFSR) el 1933.

## Trajectòria
Concòrdia Evgenievna Antarova nasqué el 13 d'abril de 1886 a Varsòvia, Polònia russa. El seu pare era empleat del Departament d'Educació Pública. Sa mare, que feia classes d'idiomes, era cosina germana de Arkady Vladimirovich Tyrkov i neboda de Sófia Peróvskaia, dues dels membres de Naródnaia Vólia, organització que havia intentat assassinar el tsar Alexandre II de Rússia. Son pare va morir quan Antarova tenia onze anys i la seva mare quan ella comptava catorze anys. Malgrat quedar òrfena, completà els seus estudis en el Gymnasium el 1901. Decidida a ingressar en un convent, Antarova va cantar en el cor i començà a mostrar interés per la interpretació musical.
Quan els amics de l'escola reuniren prou diners perquè ella continuàs estudiant, Antarova es mudà a Sant Petersburg. En la temporada 1901-1902, interpretà Solokha i l'hostessa de l'òpera Vakula the Smith de Piotr Ilich Txaikovski al Saló del Poble de Sant Petersburg. S'inscrigué en els cursos de Bestuzhev i es graduà en la Facultat d'Història i Filologia el 1904. Per continuar els estudis de música, va haver de treballar per a pagar les lliçons amb Ippolitus Petrovich Pryanishnikov, que era en aquell moment el cap de la companyia d'òpera a Rússia, al Conservatori de Sant Petersburg. Va acceptar un treball de mestra a l'escola de fosa Alexandrovsky del ferrocarril Moscou-Sant Petersburg, viatjant amb tren una hora d'anada i una altra de tornada per a les seues classes de cant. La manca de menjar i la fatiga li produïren un asma bronquial que va patir durant la resta de la seua vida.[6] El 1907, es graduà en el Conservatori i l'enviaren al Teatre Mariinsky per a una audició. Dels 160 cantants, ella fou l'única contractada.
Antarova actuà com a mezzosoprano solista durant un any en el Mariinsky, abans de ser contractada pel Teatre Bolxoi (Moscou) com a substituta d'una altra artista que es mudà a Sant Petersburg, i aviat obtingué papers solistes en les més importants produccions d'òpera gràcies a la seva tessitura de contralt. El 1908 debutà com a Ratmir en l'òpera Ruslan i Lyudmila de Mikhail Glinka.
Actuà com a solista del Bolxoi entre el 1908 i el 1930, i també del 1932 al 1936. Del desembre del 1930 al juliol del 1932, però, demanà ser alliberada del teatre i treballà des de novembre de 1931 com a bibliotecària. Potser actuà breument el 1931 al Teatre Acadèmic Estatal d'Òpera i Ballet o que la reclogueren en un camp després de l'afusellament del seu marit. Mentre actuava, entre 1918 i 1922, rebé classes d'interpretació de Konstantin Stanislavski a l'Estudi d'Òpera del Teatre Bolxoi. També actuà en concerts, amb solos en obres com Petite Messe Solennelle de Gioachino Rossini i Vier ernste Gesänge de Johannes Brahms. Alguns dels seus papers més destacats foren el de Lel en La donzella de neu, de Nikolai Rimsky-Korsakov, el de Vania en Una vida pel tsar de Glinka, el de Floshildy en L'or del Rin i El crepuscle dels déus de Richard Wagner i el de comtessa en La dama de piques, de Txaikovski, o en Sadkó de Rimsky-Korsakov, entre d'altres. El 1933, rebé el guardó d'Artista del Poble de la Federació Russa.
Poc després de la mort de Sophia Parnok, Olga Tsuberbiller començà una relació amb Antarova que durà fins a la mort de la cantant. Tsuberbiller fou una destacada matemàtica que va impartir classes en la Universitat de Moscou. Després de deixar els escenaris, Antarova va escriure i publicar llibres. El 1939, publica Беседы К. С. Станиславского (Converses amb KS Stanislavski en l'Estudi del Teatre Bolxoi el 1918-1922. Gravat per l'Artista d'Honor de la RSFSR K.E. Antarova). Durant la guerra visqué a Moscou, escrigué una novel·la teosòfica, Dues vides, que, juntament amb dos volums sobre Stanislavski, romangueren inèdits en vida seua. Promocionà els mètodes teatrals de Stanislavski.
Com que assistia a reunions de la Societat Teosòfica i es mostrava oberta al seu misticisme i ocultisme, fou constantment vigilada, tot i que no fou arrestada perquè Stalin admirava la seua veu.

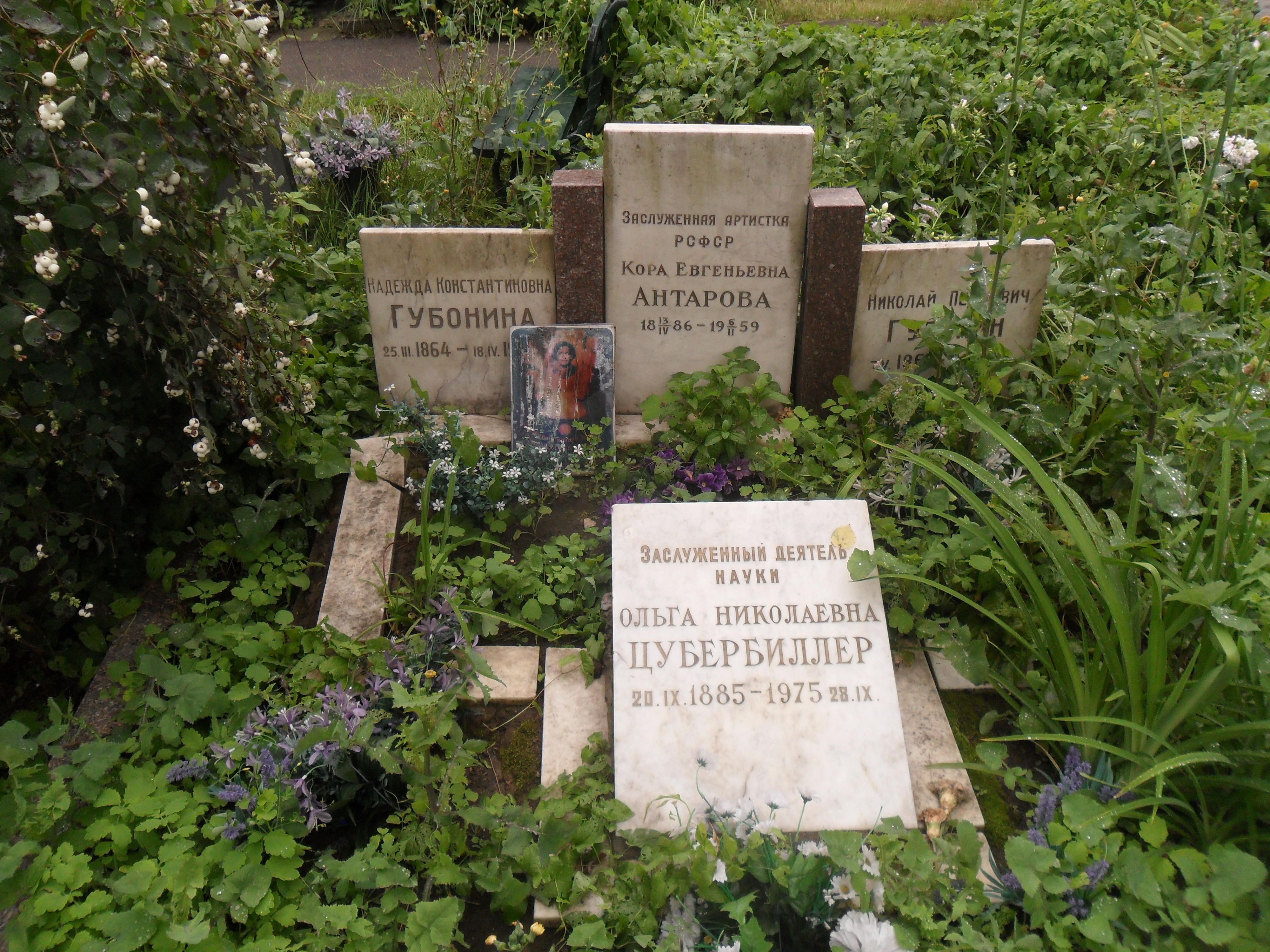
Antarova i Tsuberbiller, tomba

Afligida de mala salut des del 1956, va morir el 6 de febrer de 1959. Tsuberbiller mai es va recuperar per complet del dolor per la mort d'Antarova. Les dues dones foren enterrades una al costat de l'altra al cementeri Novodévitxi quan Tsuberbiller va morir el 1975. A títol pòstum, el seu llibre Two Lives es publicà el 1993 gràcies als esforços d'Elena Feodorovna Ter-Arutyunova, que n'havia conservat el manuscrit. El llibre sobre Stanislavski ha estat reeditat algunes vegades, i traduït a altres idiomes. No ha perdurat cap registre de la seua veu.

## Obra
- 1939 - Converses amb K. S. Stanislavski (Беседы К. С. Станиславского).
- 1993 - Dues vides (Two Lives) ISBN 978-5985050318.[10]